# Jürgen Schrempp
Jürgen Schrempp (né le 15 septembre 1944 à Fribourg-en-Brisgau en Allemagne) est un homme d'affaires allemand.

## Biographie

### Carrière professionnelle
Jürgen Schrempp intègre le groupe Daimler-Benz en 1974. 

En 1989 il rejoint le constructeur aéronautique allemand DASA. 

En 1995 il prend la présidence de Daimler-Benz et se lance dans une vaste politique de développement par croissance externe en achetant la compagnie américaine Chrysler en 1998 et en prenant des participations dans le constructeur japonais Mitsubishi Motors et le Sud-Coréen Hyundai. 
Il quitte DaimlerChrysler en juillet 2005, trois ans avant la fin de son mandat, fortement mis en cause pour les contre-performances économiques de l'entreprise qui est alors au bord de la faillite, qui sera remise sur pied par Dieter Zetsche au prix d'une restructuration très dure (fermeture de six usines et suppression de 26 000 emploi).
Il a participé à de nombreuses réunion Bilderberg (1994 à 1999, et 2001 à 2005) et a été membre du comité de direction de ce groupe.